# Château de la Motte (Ploërmel)
Pour l’article homonyme, voir Château de la Motte.
Le château de la Motte est situé à Ploërmel en France.

## Localisation
Le château est situé sur le territoire de la commune de Ploërmel, au lieu-dit la Motte, dans le département du Morbihan en région Bretagne.

## Description
Le logis occupe l'angle sud-est d'une cour rectangulaire ouverte. Il comporte une grosse-tour ; une cuisine avec trace d'évier et cheminée ; une salle avec cheminée, deux fenêtres dont une à appui saillant à godrons et un élément d'évacuation d'eau. La cour est partiellement bordée de bâtiments avec des tours. À l'ouest de la cour se trouve les vestiges d'un bâtiment avec une quatrième tour ronde à l'angle sud/ouest. L'un de ces bâtiments à tours au nord, donnant sur cour, est une métairie avec cheminée et traces d'une ancienne entrée principale (le décalage de niveau très important entre la cour et la façade nord interroge pour une ancienne entrée principale, puisqu'il y a ni escalier, ni pont-levis, ni pente). À l'est se trouve un jardin enclos. Au sud-est, une échauguette est à l'angle de ce jardin. Elle est dotée de deux arquebusières. Une allée longeant le mur de clôture, côté nord, mène à la chapelle. Au sud-est de celle-ci, se trouve la motte castrale. 
Dans son état actuel, c'est une construction hétérogène, modifiée aux XVIIIe et XIXe siècles, conservant cependant les signes d'un manoir d'une certaine importance : vastes espaces clos, dépendances nombreuses ; puits, four à pain, seul le colombier fait défaut. Édifice à un étage carré. Toiture à longs pans couverte d'ardoises. Escalier hors-œuvre : escalier tournant à retours.

## Historique
Le château est situé à proximité d'une motte féodale, à l'est du logis. La grosse tour est difficilement datable. Elle peut être aussi bien construite au XIIIe ou au XVe siècle sous une famille de la Motte puisque la montre de 1480 mentionne un Étienne de la Motte dont la fille Armelle épouse un Henry. C'est probablement sous les Henry, ensuite Henry du Quengo, que le bâtiment principal est agrandi, remanié et doté de dépendances.  D'autres campagnes de travaux au XVIIIe et XIXe siècle permettent la fermeture de la cour et la restauration du château. Quand à la chapelle, probablement bien plus ancienne, elle a dû etre agrandie au XVIIIe siècle, et fut restaurée en 1898. Dédiée à saint Nicodème, elle fut, au XIXe siècle, revendiquée comme dépendante de la fabrique ; aucun titre ne justifiait cette demande et la chapelle fut vendue en même que le manoir ; elle comporte des parties anciennes et des vestiges de vitraux, datés vers 1520, représentant une Annonciation ; la porte ouest porte la date de 1898 ; le clocher médian est porté par un mur diaphragme. Au début à la famille de la Motte, jusqu'en 1654, le manoir est aux Henry, seigneurs de Quengo (de gueules à trois épées d'argent en pal). Au XVIIIe siècle, il appartient aux Fablet (de gueules à la croix d'argent chargée de trois hermines de sable), qui se font appeler Fablet de la Motte. Ceux-ci ayant émigré, leurs biens sont acquis par la veuve Portal pour 40 000 livres. On connaît un inventaire de la propriété datant de la Révolution. En 1864, la Motte est achetée par Alexis Peschart, notaire à Ploërmel, qui agrandit la partie ouest du logis et remets en état les bâtiments. 
Le château est inscrit à l'inventaire général du patrimoine culturel en 1984.